# Лахтин, Владимир Николаевич
Владимир Николаевич Лахтин (1 января 1924, Угодский Завод, Калужская губерния — 17 июля 1989, Воронеж) — советский архитектор-градостроитель, педагог. Доктор архитектуры (1973), профессор (1975). Член Союза архитекторов СССР (1953). Участник Великой Отечественной войны. Награждён боевыми и трудовыми медалями.

## Биография
Родился в селе Угодский завод Калужской губернии (ныне город Жуков Калужской области).
В период Великой Отечественной войны, после окончания Астраханского пехотного училища (1942—1943) участвовал в обороне Сталинграда, освобождении Донбасса, где был тяжело ранен, после лечения демобилизован по инвалидности.
В 1950 году окончил Московский архитектурный институт. Переехав в Челябинск, работал в «Челябоблпроекте» главным архитектором проектов (1950—1953).
В 1953—1973 годах преподавал в Челябинском политехническом институте, обучая студентов, в частности, рисунку и композиции.
В 1960 году защитил кандидатскую диссертацию по проблеме жилой застройки городов Челябинской области.
В 1962—1968 годах работал главным архитектором города, являясь одновременно руководителем авторского коллектива при проектировании и реализации генерального плана Челябинска и его пригородной зоны (1967).
В 1968 году вернулся к научной и преподавательской деятельности. В 1971—1973 заведывал кафедрой градостроительства.
В 1973 году защитил докторскую диссертацию по проблеме формирования системы расселения и архитектурно-планировочной структуры городов Урала.
Также избирался депутатом городского Совета депутатов трудящихся трёх созывов (1963—1969), членом горкома КПСС, членом Центрального правления Союза архитекторов СССР.
Работал в Челябинске до августа 1973 года, затем переехал в Воронеж, где преподавал в Воронежском инженерно-строительном институте, был заведующим кафедрой архитектурного проектирования (1973—1989).

## Сочинения
Автор многочисленных публикаций в научных и периодических изданиях — журналах «Архитектура СССР», «Жилищное строительство», «На стройках России», а также книг и учебных пособий.
- Челябинск: Десять путешествий по городу. — Ч., 1967. (соавт.: В. Я. Вохминцев, Л. Д. Константиновский, Р. Ф. Шнейвайс);
- Планировка и благоустройство города или поселка: Руководство к курсовому проекту. — Челябинск, 1973;
- Система расселения и архитектурно-планировочная структура городов Урала / В. Н. Лахтин. — М.: Стройиздат, 1977. — 128 с.